# Подляс (Лодзинське воєводство)
Подляс (пол. Podlas) — село в Польщі, у гміні Рава-Мазовецька Равського повіту Лодзинського воєводства.
Населення — 166 осіб (2011).
У 1975-1998 роках село належало до Скерневицького воєводства.

## Демографія
Демографічна структура станом на 31 березня 2011 року:
|          | Загалом | Допрацездатний вік | Працездатний вік | Постпрацездатний вік |
| -------- | ------- | ------------------ | ---------------- | -------------------- |
| Чоловіки | 85      | 13                 | 65               | 7                    |
| Жінки    | 81      | 10                 | 53               | 18                   |
| Разом    | 166     | 23                 | 118              | 25                   |